# Dennis Hopson
Dennis Hopson (Toledo, 22 aprile 1965) è un ex cestista e allenatore di pallacanestro statunitense, professionista nella NBA, in Spagna, in Francia e in Israele.

## Carriera

### Giocatore
È stato selezionato dai New Jersey Nets al primo giro del Draft NBA 1987 (3ª scelta assoluta).

### Allenatore
Nel 2009 è stato nominato assistente allenatore alla Bowling Green State University.

## Statistiche

### College
| Anno      | Squadra             | PG  | PT | MP   | TC%  | 3P%  | TL%  | RP  | AP  | PRP | SP  | PP   |
| --------- | ------------------- | --- | -- | ---- | ---- | ---- | ---- | --- | --- | --- | --- | ---- |
| 1983-1984 | Ohio State Buckeyes | 29  | 9  | 18,7 | 47,4 | -    | 82,9 | 3,7 | 0,8 | 0,7 | 0,5 | 5,3  |
| 1984-1985 | Ohio State Buckeyes | 30  | 21 | 25,5 | 49,4 | -    | 73,6 | 4,7 | 1,5 | 0,6 | 0,3 | 9,8  |
| 1985-1986 | Ohio State Buckeyes | 33  | 33 | 34,8 | 54,5 | -    | 77,8 | 5,8 | 2,2 | 1,6 | 0,5 | 20,9 |
| 1986-1987 | Ohio State Buckeyes | 33  | 33 | 35,1 | 51,8 | 41,9 | 81,4 | 8,2 | 3,6 | 2,2 | 0,6 | 29,0 |
| Carriera  | Carriera            | 125 | 96 | 28,9 | 51,9 | 41,9 | 79,3 | 5,7 | 2,1 | 1,3 | 0,5 | 16,8 |

### NBA

#### Regular Season
| Anno      | Squadra          | PG  | PT  | MP   | TC%  | 3P%  | TL%  | RP  | AP  | PRP | SP  | PP   |
| --------- | ---------------- | --- | --- | ---- | ---- | ---- | ---- | --- | --- | --- | --- | ---- |
| 1987-1988 | N.J. Nets        | 61  | 19  | 22,4 | 40,4 | 26,7 | 74,0 | 2,3 | 1,9 | 0,9 | 0,4 | 9,6  |
| 1988-1989 | N.J. Nets        | 62  | 36  | 25,0 | 41,9 | 14,8 | 84,9 | 3,3 | 1,7 | 1,1 | 0,5 | 12,7 |
| 1989-1990 | N.J. Nets        | 79  | 64  | 32,3 | 43,4 | 31,7 | 79,2 | 3,5 | 1,9 | 1,3 | 0,6 | 15,8 |
| 1990-1991 | Chicago Bulls    | 61  | 0   | 11,9 | 42,6 | 20,0 | 66,3 | 1,8 | 1,1 | 0,4 | 0,2 | 4,3  |
| 1991-1992 | Chicago Bulls    | 2   | 0   | 5,0  | 50,0 | -    | -    | 0,0 | 0,0 | 0,5 | 0,0 | 1,0  |
| 1991-1992 | Sacramento Kings | 69  | 0   | 18,9 | 46,5 | 25,5 | 70,8 | 3,0 | 1,5 | 1,0 | 0,6 | 10,7 |
| Carriera  | Carriera         | 334 | 119 | 22,5 | 43,1 | 27,1 | 76,5 | 2,8 | 1,6 | 1,0 | 0,5 | 10,9 |

#### Playoffs
| Anno     | Squadra       | PG | PT | MP  | TC%  | 3P% | TL%  | RP  | AP  | PRP | SP  | PP  |
| -------- | ------------- | -- | -- | --- | ---- | --- | ---- | --- | --- | --- | --- | --- |
| 1991     | Chicago Bulls | 5  | 0  | 3,6 | 33,3 | -   | 44,4 | 0,8 | 0,2 | 0,0 | 0,2 | 1,6 |
| Carriera | Carriera      | 5  | 0  | 3,6 | 33,3 | -   | 44,4 | 0,8 | 0,2 | 0,0 | 0,2 | 1,6 |

## Palmarès

### Giocatore
- Campione NIT (1986)
- NCAA AP All-America Second Team (1987)
- Campionato NBA: 1

Chicago Bulls: 1991